# Bassiano
Bassiano es una localidad y comune italiana de la provincia de Latina, región de Lacio, con 1.655 habitantes.

## Evolución demográfica
| Gráfica de evolución demográfica de Bassiano entre 1861 y 2001 |
|                                                                |
| Fuente ISTAT - elaboración gráfica de Wikipedia                |